# Ronald Curry
(en) Statistiques sur pro-football-reference
 Ronald Curry  est un joueur américain de Football américain, né le 28 mai 1979 à Hampton (Virginie), qui évolue au poste de wide receiver (receveur écarté) avec les Raiders d'Oakland.

## Biographie
Il fut repêché au 7e tour (235e choix) par les Raiders en 2002.
Au 18-01-07, Curry a disputé 47 matchs de NFL et cumulé 119 réceptions pour 1449 yards et 7 touchdowns. Ce joueur connaît une éclosion en 2004, mais une rupture du tendon d'Achille écourte sa saison à 12 matchs. Il réalisa un des touchdowns les plus spectaculaires de l'histoire à Denver contre les Broncos dans un décor enneigé pour donner la victoire aux Raiders dans les dernières secondes du match. Il saute pour attraper d'une main une passe vive haute à sa droite de Kerry Collins alors qu'il se dirigeait en sens opposé, le tout à l'arrière de la zone des buts. Il se rompt malheureusement encore le même tendon d'Achille en 2005 contre les Patriots de la Nouvelle-Angleterre au match d'ouverture et ne joua que 2 matchs. En 2006, il est le seul joueur qui connaît un relatif succès dans une des pires offensives de l'histoire du football professionnel avec ses 62 réceptions pour 727 yards et 1 touchdown, le tout malgré le fait qu'il n'ait disputé que quatre matchs comme titulaire.